# Castor en Suisse

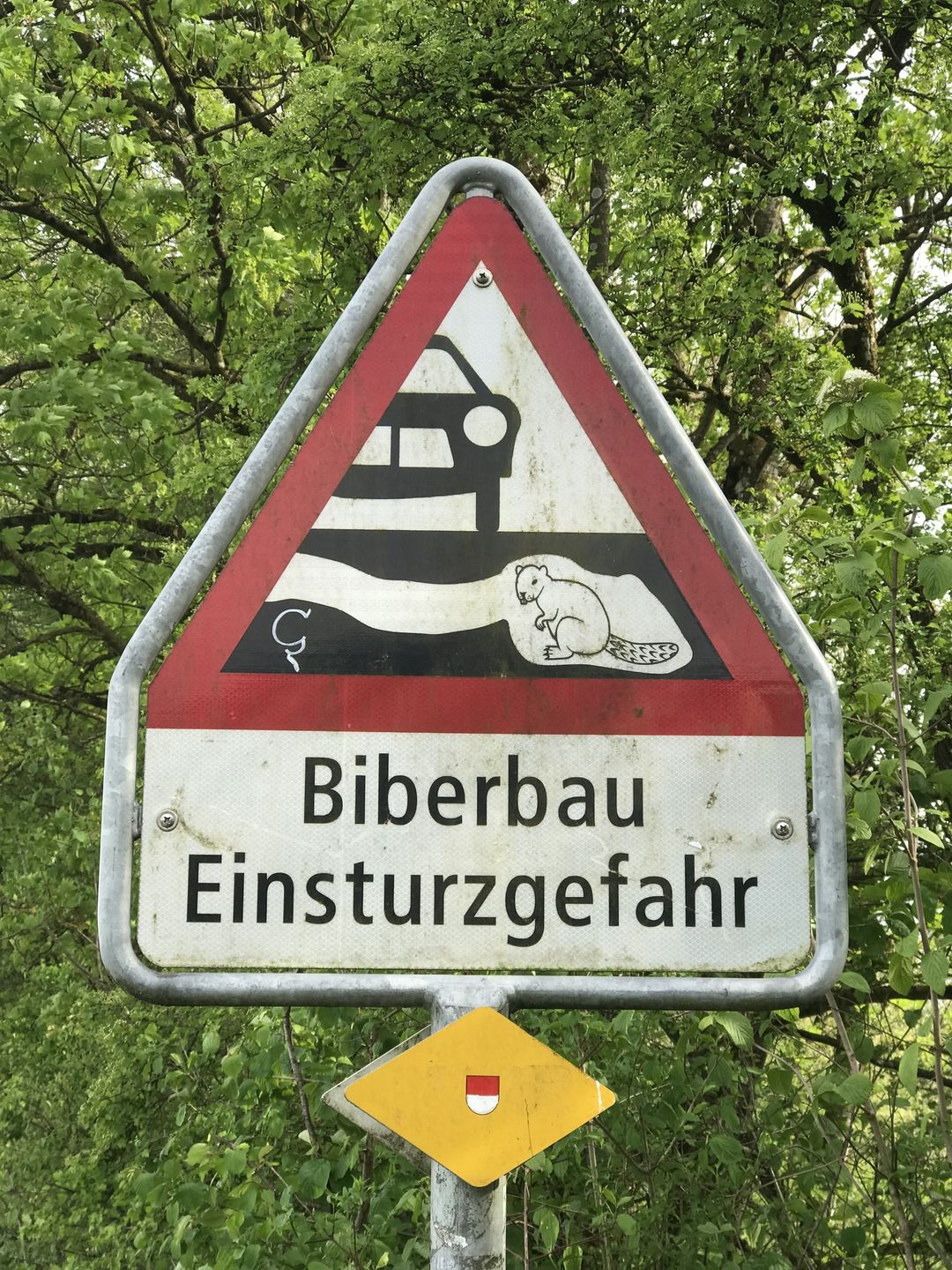
«Biberbau Einsturzgefahr» (Terrier de castor, risque d'effondrement), canton de Soleure.

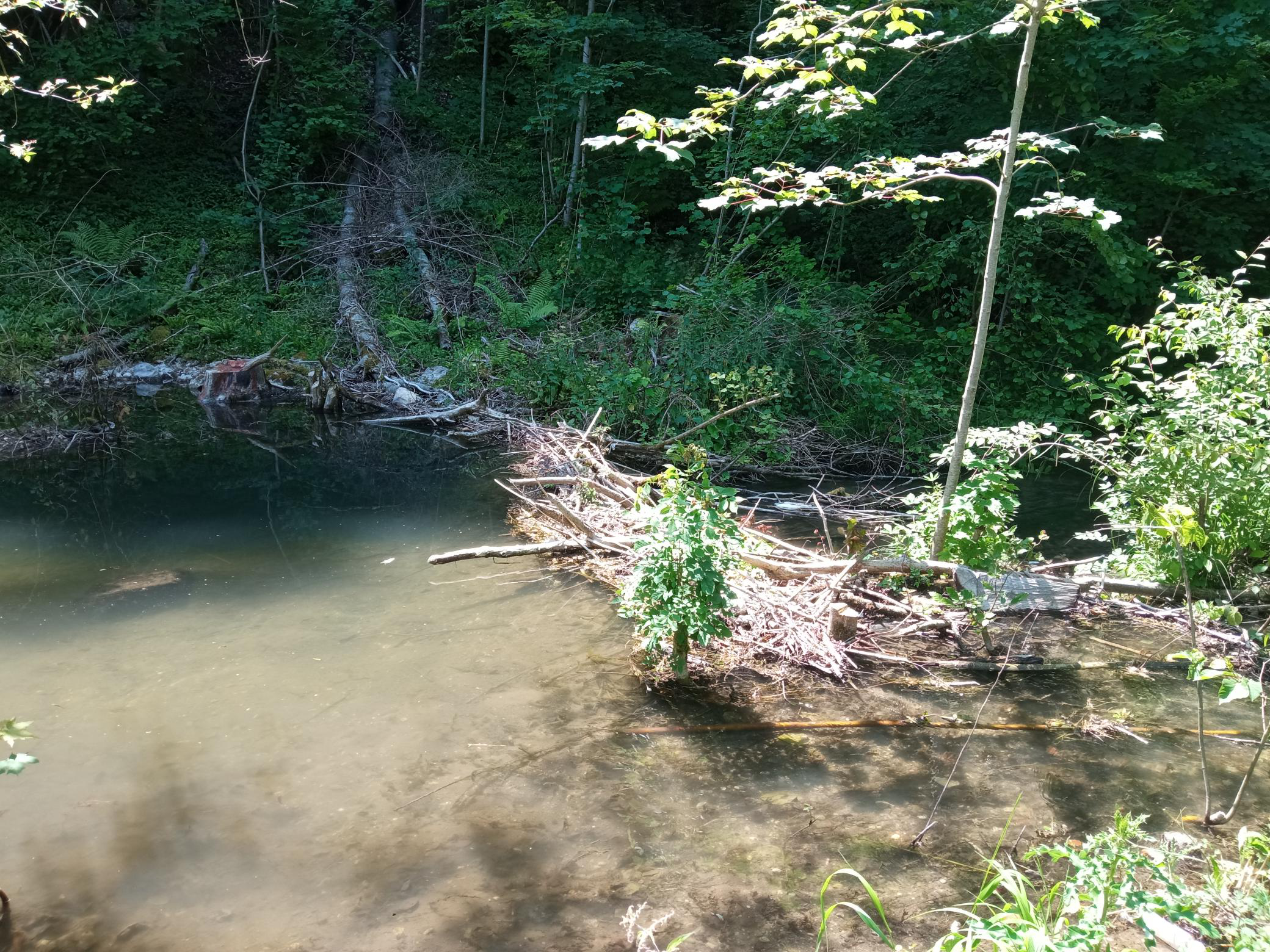
Un barrage de castor dans Glütschbachtal.

Au début du XIXe siècle, le castor (Castor fiber) a été éradiqué de Suisse en raison d'une chasse intensive. Au milieu du XXe siècle, des efforts de réintroduction ont été entrepris avec succès pour rétablir la présence de l'espèce. Depuis lors, la population de castors s'est progressivement répandue, et il est estimé en 2023 qu'environ 3 500 individus peuplent à nouveau les cours d'eau suisses.
Les réglementations environnementales ont permis de préserver les habitats propices à son développement et à sa reproduction. Ainsi, la restauration de ses effectifs a été si significative qu'il a été retiré de la liste rouge des espèces menacées.